# State Hospital
 (mai 2024).
Le contenu est difficilement compréhensible vu les erreurs de traduction, qui sont peut-être dues à l'utilisation d'un logiciel de traduction automatique.
Le State Hospital (également appelé Carstairs Hospital ou simplement Carstairs) est un hôpital psychiatrique fournissant des soins et des traitements dans des conditions de haute sécurité à environ 140 patients d'Écosse et d'Irlande du Nord. L'hôpital accueille des personnes atteintes de troubles mentaux qui ne peuvent pas être soignés dans un autre contexte, en raison de leurs tendances dangereuses, violentes et criminelles. L'hôpital est situé près du village de Carstairs, dans le sud du Lanarkshire, en Écosse.
L'hôpital est géré par le State Hospitals Board for Scotland, un organisme public qui relève du premier ministre écossais par l'intermédiaire des directions de la santé et des services sociaux du gouvernement écossais. 
Un réaménagement a été achevé en 2012. La Commission[Quoi ?] et l'hôpital emploient environ 650 personnes.

## Historique
L’hôpital Carstairs a été construit entre 1936 et 1939. Bien qu'il ait été conçu et financé en tant qu'installation pour «déficients mentaux», il a d'abord été utilisé comme hôpital militaire pendant la Seconde Guerre mondiale. L’armée a abandonné le contrôle de l’hôpital en 1948 lors de son inauguration en tant qu’institution d’État pour les déficients mentaux. Le 1er octobre 1957, 90 détenus ont été transférés du département des criminels atteints de troubles mentaux de la prison HM de Perth à Carstairs, cette nouvelle unité regroupée est devenue le State Mental Hospital.
En 1994, la loi écossaise sur les hôpitaux publics a permis de transférer la gestion de l'hôpital du Secrétaire d'État pour l'Écosse à NHS Scotland, sous le contrôle du State Hospitals Board for Scotland,.
Le gouvernement écossais a approuvé le réaménagement de l'hôpital en septembre 2007. Les travaux de construction ont commencé en avril 2008. Les nouvelles installations hospitalières ont été officiellement inaugurées le 26 juin 2012.

## Sécurité
L'hôpital dispose d'un système d'alarme qui est activé si un patient s'échappe pour alerter les personnes se trouvant à proximité, y compris celles de la ville environnante de Lanark et des villages locaux tels que Ravenstruther. Ce système d'alarme est basé sur les sirènes de raid aérien de la Seconde Guerre mondiale. Une alarme à deux tons retentit dans toute la zone en cas d'évasion. Le système est testé le troisième jeudi de chaque mois à 13h00 lorsque la sirène complète comprenant trois coups de 30 secondes retentit.
En 1976, deux patients, Thomas McCulloch et Robert Mone, ont assassiné une infirmière, un patient et un policier avec des haches lors d’une tentative d’évasion,.

## Controverses
- En décembre 2004, Michael Ferguson a été autorisé à rendre visite à sa fiancée au centre commercial East Kilbride, sans surveillance. Il a omis de faire rapport au personnel de Carstairs deux heures plus tard, comme convenu. Le premier ministre Jack McConnell a ordonné un rapport urgent[9].
- En septembre 2008, il fut révélé qu'il en coûtait 630 000 £ par an pour fournir à la seule patiente de l'hôpital de Carstairs State Hospital un quartier pour elle seule. Margaret Curran, porte-parole sur la santé au travail, a déclaré : « Cela défie le sens commun. Cela ne peut être dans l'intérêt du NHS ou du patient […] Nous avons besoin d'explications et d'actions immédiates. »[10]
- En 2011, une infirmière a été accusée d'avoir transmis des messages romantiques à un détenu[11].
- En juin 2013, une patiente a pris la fuite alors qu'elle se rendait au centre commercial McArthurGlen de Livingston sous escorte. Elle a ensuite été arrêtée et remise en détention après avoir été repérée à Hamilton[12].